# Modrovka
Modrovka és un poble i municipi d'Eslovàquia que es troba a la regió de Trenčín.

## Història
La primera menció escrita de la vila es remunta al 1348.

## Demografia
| Godina             | 1994 | 2004   | 2014   | 2024    |
| ------------------ | ---- | ------ | ------ | ------- |
| Nombre de persones | 238  | 224    | 203    | 228     |
| Diferència         |      | −5,88% | −9,37% | +12,31% |

| Godina             | 2023 | 2024   |
| ------------------ | ---- | ------ |
| Nombre de persones | 224  | 228    |
| Diferència         |      | +1,78% |